# Leander Paes
Leander Paes (n. 17 iunie 1973, Kolkata, Bengalul de Vest, India) este un fost jucător profesionist indian de tenis. Este considerat unul dintre cei mai mari jucători de tenis de dublu din toate timpurile și deține recordul pentru cele mai multe victorii la dublu în Cupa Davis. Paes a câștigat opt titluri de Grand Slam la dublu masculin și zece la dublu mixt. 34 de finale de Grand Slam la dublu masculin și dublu mixt au fost disputate în total în cariera sa, ceea ce reprezintă al doilea cel mai mare număr de finale de Grand Slam din toate timpurile în rândul bărbaților. Deține un titlu de Grand Slam în carieră la dublu masculin și dublu mixt, fiind unul dintre cei trei bărbați din era deschisă care au obținut această distincție, și a câștigat rara dublă masculin/mixt la Campionatele de la Wimbledon din 1999. Paes a fost, de asemenea, prima pereche din istoria erei deschise, împreună cu Mahesh Bhupathi, care a ajuns în finala de dublu masculin la toate cele 4 turnee de Grand Slam în același an calendaristic (1999).